# Pocrovca, Fălești
Pocrovca este un sat situat în vestul Republicii Moldova, în Raionul Fălești. Aparține administrativ de comuna Ciolacu Nou. La recensământul din 2004 avea o populație de 163 locuitori. 